# 黄维和
黄维和（1957年11月28日—），上海人，中国油气储运工程专家。1982年6月毕业于华东石油学院油气储运专业。1996年6月毕业于华中理工大学管理科学与工程专业，获硕士学位。1999年12月毕业于武汉工业大学,获硕士学位。2013年当选为中国工程院院士。